# 石野田奈津代
石野田 奈津代（いしのだ なつよ、1980年4月28日 - ）は、日本のシンガーソングライター。本名同じ。東京都神津島出身。

## 略歴
父は神津島村長を務めた石野田富弘。
高校入学を機に、歌手を目指して故郷の神津島から上京。四ツ谷駅前と吉祥寺駅前でのアコースティックギター弾き語りの路上ライブで注目を集める。
1999年2月27日、ソニー・ミュージックアソシエイテッドレコーズから「いしのだなつよ」としてメジャーデビュー。
約2年のメジャーでの活動の後、契約終了。インディーズ・シーンへ。
2003年、100sの町田昌弘（ギター）、山口寛雄（ベース）、玉田豊夢（ドラム）と共にバンド「kicca」を結成し、ヴォーカルを担当した。
2005年、アーティスト名を本名の「石野田 奈津代」に改め、ソロ活動を再開。
2008年9月25日、オフィシャルサイトにてメジャー復帰決定を発表。
2009年2月11日、シングル「春空 -ハルソラ-」で、ユニバーサルミュージック MILESTONE CROWDSからメジャー再デビュー。
2010年2月、自らの意思でユニバーサルミュージックを離れ、再びインディーズにて活動開始。
2012年ごろより、回転寿司マニアとしてテレビ番組に出演。
2014年12月3日、自身のブログで、結婚を報告。

## 主な出演作品

### テレビ
- ガリンペイロ （2007年 - 2008年、東京MXテレビ）
- ハピふる! （2008年1月11日、フジテレビ）インディーズでの活動が話題となり「エンタキテます!」のコーナーにて石野田奈津代特集
- 朝まで生つるべ （2008年12月30日、テレビ朝日）笑福亭鶴瓶 と共演
- 月光音楽団 （2009年2月9日、TBS）
- 月刊Melodix! （2009年2月28日、テレビ東京）
- 誰も知らない泣ける歌 （2009年4月28日、日本テレビ）
- ひるおび! （2009年5月11日、TBS）
- ヒルナンデス! （2012年8月22日・2013年2月13日・2013年10月16日・2015年9月30日､日本テレビ）
- 開運!なんでも鑑定団 （2015年3月24日、テレビ東京）
- マツコの知らない世界 （2017年1月10日、TBS）

### ラジオ
- いしのだなつよのオールナイトニッポンR （1999年4月 - 2000年9月、ニッポン放送）

### 映画
- だれも知らない夏の空 （1999年、主演）[3][4]

## ディスコグラフィ

### シングル
- 1等星 （1999年4月1日、「いしのだなつよ」名義作品）
- ひまわり （1999年6月19日、「いしのだなつよ」名義作品）
- 温度 （2000年2月19日、「いしのだなつよ」名義作品）
- sandglass （2000年8月23日、「いしのだなつよ」名義作品）
- 春空 -ハルソラ- （2008年3月5日、インディーズ作品）
- クローバー（2008年7月2日、インディーズ作品）
- 春空 -ハルソラ-（2009年2月11日、メジャー再デビューファーストシングル）
- 永遠（2009年7月8日）
- はななり（2010年7月21日、インディーズ作品）

### アルバム
- ひまわり （1999年2月27日、「いしのだなつよ」名義作品）
- わたしのうた （2007年4月25日、インディーズ作品）
- きみのうた （2008年11月5日、インディーズ作品）
- 60億の涙 （2009年8月12日、メジャー再デビューファーストアルバム）
- さくら（2010年7月21日、インディーズ作品。「いしのだなつよ」時代の曲のセルフカバー）
- スターオリンピア302（2013年2月27日、インディーズ作品）
- スターオリンピア302②（2013年3月27日、インディーズ作品）
- スターオリンピア302③（2013年4月24日、インディーズ作品）

### ミニアルバム
- トーキョー・ストロー （2003年11月6日、「kicca」名義作品）
- トーキョー・ストロー2 （2004年2月4日、「kicca」名義作品）

### コンセプトCD
- キラキラ☆ （2006年5月14日、自主制作盤）
- うみ （2006年7月7日、自主制作盤）
- LOVE＋ （2006年9月16日、自主制作盤）

### 会場限定版CD
- 路上LIVE限定CD
2007年4月に東京オペラシティで行われたリサイタルの音源で、収録曲は「オリオン」と「60億分の1」の2曲。 全国の路上LIVEにて500円で販売していたが、2007年12月に北とぴあで行われたプラネタリウムLIVE「月夜にオリオン」でも例外として販売された。
- カキカキらららパシャ
2007年4月23日 - 28日に行われた石野田奈津代初の個展『カキカキらららパシャ』の会場（新宿区荒木町「coffee & gallery ゑいじう」）にて発売された、イラスト写真集付きの限定版CD。全17曲入り。個展会場で販売された全てのCDに石野田奈津代本人の直筆サインが、シリアルナンバーと共に書き添えられていた。
- カキカキらららポロン
2008年10月13日 - 18日に行われた個展『カキカキらららポロン』の会場（新宿区荒木町「coffee & gallery ゑいじう」）にて発売された、写真集付きの限定版CD。全13曲入り。個展会場で販売された全てのCDに石野田奈津代本人の直筆サインが、シリアルナンバーと共に書き添えられていた。

### WEB限定楽曲
- なにもない（号泣）
2007年4月25日からPCとモバイルにて配信されたダウンロード限定楽曲。
- いしのだなつよ
2007年8月22日からiTunesにて限定配信された6曲入りのLIVE音源集。

### DVD
- ミュージックダイブ2005 （2005年11月6日、LIVE会場と通信での販売のみ）

### 他歌手への提供曲
いしのだなつよ名義、作詞担当
- 郷ひろみ:「ワキワキマイフレンド」（2001年8月1日、ドラマ「はるちゃん5」主題歌）
- 長山洋子:「色づく旅路」（2002年10月23日、「愛ありがとう」（ドラマ「はるちゃん6」主題歌）のカップリング曲)